# National Extremism Tactical Co-ordination Unit
Le National Extremism Tactical Co-ordination Unit (NETCU) est une organisation de la police britannique, financé et relevant de Association des chefs de police (ACPO), qui coordonne l'action policière contre les groupes du Royaume-Uni décrits comme ''extrémistes''.

## Structure
En avril 2007, cette organisation était dirigée par le surintendant Steve Pearl. Puisque l'ACPO n'est pas une organisation publique mais une société à responsabilité limitée, le NETCU n'est pas contraint par la loi sur la liberté de l'information ou autres formes de responsabilité publique, même en étant financé par le Home Office faisant usage de policiers régionaux.